# 工人观点
工人观点（德語：Arbeiter*innenstandpunkt）是奥地利的一个托洛茨基主义组织。该组织成立于1980年代，初名工人立场，2007年10月更名为争取社会主义革命联盟（德語：Liga der Sozialistischen Revolution），2011年6月改为现名。该组织是争取第五国际联盟的成员。该组织参加维也纳州的泛左翼政党“左翼”。